# ۴۸۳ (قمری)
۴۸۳ (قمری)، چهارصد و هشتاد و سومین سال در گاهشماری هجری قمری است. اول محرم این سال برابر با دوازدهم مارس سال ۱۰۹۰ میلادی است.

## وابسته
- خجند
- خلفای فاطمی